# كريسون (سيرري)
كريسون (Χρυσόν) هي مدينة في سيرري في مقاطعة فوريا إلادا في اليونان.